# 鏟砂鰩
鏟砂鰩（學名：Psammobatis rutrum），為軟骨魚綱鰩目單鰭鰩科砂鰩屬的一種，分布於西南大西洋巴西里約熱內盧到烏拉圭與阿根廷北部海域，深度73至150公尺，本魚體盤呈心形，吻短且鈍圓，眼較大，長度大於眶間寬度，每個鼻孔均有明顯內折的管狀瓣，尾部有明顯的側褶，背鰭中等，靠近尾端，尾鰭發達，與背鰭分開，背部和尾部中間有一系列刺，每隻眼睛上方有一排粗壯的刺，吻部和胸鰭前部具有多列小棘，胸鰭後部有一塊小刺，吻部下方光滑。體色淺棕色，到處都有密集的斑點和帶有黑色細紋的雀斑，胸鰭上有大約十幾個與底色相同的小圓斑，比眼睛小，每個圓斑周圍都有一個深色的環，眼睛的上部有斑點，吻部中部有一個較大的三角形半透明區域，胸鰭外緣下側有一些暗淡的斑點，體長可達30公分，棲息在軟底質海域，為底棲性魚類，屬肉食性，卵生, 卵囊為長方形具有僵硬的觸角，生活習性不明。